# 首都医科大学附属北京地坛医院
首都医科大学附属北京地坛医院，简称北京地坛医院，是北京市卫生健康委员会下属的一所三级甲等医院，以肝病及其它各类传染病科室为医院主要科室。
北京地坛医院前身是1946年创办的北京市第一传染病院。目前下设有北京市病毒传染病防治研究中心、北京市艾滋病临床研究中心和首都医科大学传染病研究所等机构。

## 历史
地坛医院将1938年日本设立的日本同仁会医院第二分院视为前身。1938年，日本驻华使馆从世界红十字会中华总会手中买下北平安定门内大佛寺西街十一号荣寿固伦公主府的地产，设立日本同仁会医院第二分院，设有30张床位。日本战败后，国民政府在1945年10月15日接收了医院，将其改名为北平市立第三医院分院。11月1日，医院改名为北平市立肺病疗养院。
1946年3月1日，根据政府命令，医院改制为北平市立传染病医院，设100张病床，法定传染病、肺结核各分50张病床，医院有59名职员。1949年1月底，北平和平解放。2月17日，北平市军管会派员接收了北平市立传染病医院。中华人民共和国建国后，北平改为北京，医院改名为北京市传染病医院。1950年，为方便医治抗美援朝战争中的伤兵，医院迁至安定门外地坛公园13号，与华北军区疗养所（后来在1952年撤销）同在一处。1954年，医院成为北京医学院教学医院。1959年，由于北京市建成了另一所传染病医院，位于地坛的北京市传染病医院改名为北京第一传染病医院，新建的医院则称为北京第二传染病医院（今首都医科大学附属北京佑安医院）。1963年，由于建筑陈旧、年久失修，房屋早已成为危房，医院向北京市计委请示扩建医院。当年9月30日，这一申请获得批准。历经三年建设，新院区完工，床位数扩大到300张。1965年至1966年间，北京市卫生局为了提高效率，曾试点将北京市卫生防疫站同北京第一传染病医院合并。
1969年12月，北京市卫生局下发通知，按照毛泽东六·二六指示，将北京市一半的医护力量派往甘肃、青海、西藏等边远地区支援建设。1970年初，北京第一传染病医院成建制迁往甘肃省。三百余名职工被分散到甘肃省酒泉县、安西县、民勤县、古浪县、天祝县、榆中县、定西县七个县。北京第一传染病医院迁走后，位于南城的北京第二传染病医院改名为北京传染病医院，承担北京全市的传染病治疗工作。然而，这一安排对于北城的居民很不方便，北城民众非常不满。1971年，北京传染病医院派医护人员在北京第一传染病医院原址设120张病床，进行传染病救治工作。然而，这一做法又带来了管理上的麻烦。
1973年2月22日，北京市卫生局向北京市革命委员会请示，希望原址恢复北京第一传染病医院，恢复300张病床的规模，将南城的北京传染病医院改回北京第二传染病医院。报告获得了批准。1984年，医院研发出了84消毒液，成为日后中国大陆常用的消毒液。1989年，医院改名为北京地坛医院。1997年1月29日，北京地坛医院成为三级甲等医院。
嚴重急性呼吸系統綜合症疫情（SARS疫情）期间，地坛医院是北京市的定点医院之一。地坛医院在2003年3月26日首次收治SARS患者。2003年8月16日，北京最后两名SARS患者从地坛医院出院。疫情期间，地坛医院共收治SARS患者324名，抗击疫情143天，两项数字均位列北京市第一位。
2004年，北京市人民政府决定重组传染病防控体系，计划之一是迁址扩建北京地坛医院。2005年12月30日，新址举行了奠基仪式。2008年6月27日，地坛医院新址揭幕，位于地坛公园13号的旧址2008年9月19日至23日陆续将200余名住院患者转移至北皋新址，9月24日起停止接收门急诊及住院患者，拆除后原址新建融坤养老中心，但该项目截至2022年仍在施工。
2020年1月12日，地坛医院收治了两例2019冠状病毒病疑似病例，此后226天内共收治确诊患者612例，其中本土患者490例，境外输入患者122例，患者中重型63例，危重型32例，直至8月25日确诊在院病例全部清零。其后，地坛医院仍为北京市唯一的新冠肺炎患者定点收治医院。